# Olga Vrabič
Olga Vrabič, slovenska političarka, farmacevtka, * 26. marec 1916, Šmohor/Hermagor, Koroška † 27. julij 2001, Celje.

## Življenjepis
Leta 1936 je postala članica KPJ. Čez tri leta je diplomirala na Farmacevtski fakulteti v Zagrebu. Junija 1941 je bila izseljena v Srbijo, kjer se je naslednje leto pridružila NOB; med vojno je opravljala različne partijsko-politične naloge.
Po vojni je delala v inštruktorski upravi CK KPS in KPJ, bila mdr. sekretarka celjskega komiteja ZKS (1952-55), nato članica izvršnega sveta Skupščine LRS in predsednica Sveta za ljudsko zdravje LR Slovenije, od 1958 sekretarka Centralnega sveta Zveze sindikatov Jugoslavije do 1963, nato do 1967/68 predsednica socialno-zdravstvenega zbora Skupščine SFRJ, kasneje predsednica občinske skupščine v Celju, članica CK ZKS in CK ZKJ (od 1958), predsednica sveta za družbeno aktivnost žensk pri predsedstvu RK SZDL (do 1974) in članica predsedstva Zvezne konference SZDL Jugoslavije, ustavna sodnica Slovenije (1974-81) ter članica Sveta federacije. Ukvarjala se je z vprašanji enakopravnosti žensk ter razvojem socialne in zdravstvene politike. Bila je nosilka partizanske spomenice 1941.